# 民主主義民族戰線
民主主義民族戰線（朝鮮語： / ）簡稱民戰（민전），是朝鮮美軍政時期時期的左派聯合團體，1946年2月成立於漢城（今首爾）。由於南部實行軍政後，朝鮮人民共和國（人共）不被承認，其成員實質上繼承“人共”而發展成為了“民戰”。
1949年，民主主義民族戰線與朝鮮半島北部的統一戰線相統合，併入祖國統一民主主義戰線，成為朝鮮民主主義人民共和國的政治團體。